# 康斯坦丁·阿夫克先季耶斯基
康斯坦丁·阿列克谢耶维奇·阿夫克先季耶斯基（俄語：Константи́н Алексе́евич Авксе́нтьевский，1890年9月30日—1941年11月2日）是苏联军事领导人。

## 生平
1890年（儒略曆9月18日，格里历9月30日），生于沃洛格达省旧库诺日镇的文书家庭。1914年，应征入伍，在喀尔巴阡山脉冬季被冻伤手脚，被送到彼得堡学习。1916年，毕业于弗拉基米尔步兵学校，分配到芬兰地区当少尉。
1917年，加入俄国社会民主工党。1918年，参加在特维尔和沃洛格达两省参加建立苏维埃政权的工作，任沃洛格达省军事委员和雅罗斯拉夫尔军区政委。1919年，参加俄国内战，历任第4集团军司令、东方面军南集群革命军事委员会委员、第1集团军革命军事委员全委员。1920年，任土耳其斯坦方面军副司令、劳动第2集团军司令、南方面军司令助理、第6集团军司令。1921年，任乌克兰和克里木武装部队副司令，指挥部队与白军作战有功。1922年，任远东共和国军事部长兼总司令。
1923年，毕业于高级指挥人员训练班，任驻乌克兰的第8军军长。1924年，任第6步兵团司令兼政治委员。1925年，任土耳其斯坦方面军司令（1926年改名中亚军区）。1928年，任红旗高加索集团军司令。1930年，他被送往德国军事学院学习。1931年，他沉迷酒的信被送交斯大林，2月他被强迫退役。
关于他的逝世，有两种说法：官方说法是他逝世于科米共和国的乌斯季齐利马区；但也有说法称他当时人在莫斯科，他的公寓遭到抢劫，在过程中被抢匪所杀。